# Lucilo Varejão Neto
Lucilo de Medeiros Dourado Varejão ou Lucilo Varejão Neto (Recife, 24 de setembro de 1946 ) é um professor universitário, escritor e ensaísta pernambucano.

## Formação universitária
- Letras - Universidade Católica de Pernambuco
- Direito - Faculdade de Direito do Recife (UFPE)
- Mestre em Letras Modernas - UFPE.[1]

Foi aluno e professor do Ginásio Pernambucano.

## Atividades profissionais
- Diretor Geral do Núcleo de Televisão e Rádio Universitária.
- Professor Adjunto de Língua e de Literatura Francesa do Departamento de Letras da UFPE.[1]
- Secretário de Patrimônio e Cultura de Olinda.

## Entidades literárias
- Academia de Letras e Artes do Nordeste - Cadeira nº 20
- Academia Olindense de Letras - Cadeira nº 17
- Academia Recifense de Letras - Cadeira nº 6 [Nota 1]
- Instituto Histórico de Olinda
- Academia de Artes, Letras e Ciências de Olinda - Cadeira nº 11 [Nota 1][2]
- União Brasileira de Escritores - Seção Pernambuco.
- Academia Pernambucana de Letras - Cadeira nº 2, sucedendo seu avô, Lucilo Varejão, e seu pai, Lucilo Varejão Filho[3].[Nota 2][4]

## Entidades culturais
- Presidente do Conselho de Preservação dos Sítios Históricos de Olinda.
- Membro do Conselho de Cultura do Recife.
- Presidente do Conselho de Administração do Centro de Integração Empresa Escola. CIEE/PE[3][5].

## Trabalhos publicados
Tem vários trabalhos incluídos em publicações literárias e científicas:
- A Alienação em Sartre, Recife. In Revista Idéias da Faculdade de Direito do Recife
- Rimbaud; Precursor da Humanidade. Recife. In Revista da Academia Pernambucana de Letras
- Albert Camus-Oitenta Anos. Recife. In Revista Letras e Artes. ALANB
- Na Rede Pode. Recife. In Revista Letras e Artes. ALANB
- Um Escritor Atual. Recife. In Revista Arte Comunicação. CAC. UFPE
- Nossos Poetas, Nossos Profetas. Recife. In Revista Arte Comunicação. CAC. UFPE
- Olinda e Vida Literária. Cadernos da Academia Olindense de Letras. Olinda
- Um Século com Lucilo Varejão. Recife. In Revista ArteComunicação. CAC. UFPE
- 85 Anos de Absurdo. Recife. In Encontro. Revista do Gabinete Português de Leitura
- Tia Zezinha. Recife. In Revista Letras e Artes nº10. ALANB
- Janeiro e o Absurdo. In Revista ArteComunicação. CAC. UFPE
- Olinda é o meu lugar. In Dias de Olinda. Câmara Municipal de Olinda. Olinda
- Um Novo Humanismo. In Revista Letras e Artes. Nº11. ALANB. Recife
- O Conto Literário. In Revista ArteComunicação. UFPE. Recife
- Da Argélia à França. In Revista Letras e Arte. Nº12. ALANB. Recife
- Britannicus. In Revista ArteComunicação
- Mais que sete gatinhos. In Revista Arrecifes. Nº8. Conselho Municipal de Cultura. Recife
- Da poesia ao drama em A Casa de Bernarda Alba de Federico Garcia Lorca. Revista Oficina de Letras
- Duas Leituras: A Morte Feliz e Olga. In Revista Arrecifes. Nº9. Conselho Municipal de Cultura. Recife
- O escritor e seu duplo. (Entrevista com Raimundo Carrero, feita conjuntamente com Fred Zeroquatro e Renato L.) In Revista Arrecifes. Nº9. Conselho Municipal de Cultura. Recife
- Rimbaud e a Poesia Moderna. In Revista Letras e Artes. ALANB. Recife
- Francofonia e Interculturalismo em Argel. Anais da VI Semana de Culturas Francófonas. UFPE/Consulado da França no Recife. Recife
- Sartre e a Existência. In Revista Arrecifes. Nº 10. Conselho Municipal de Cultura. Recife
- O Lago. In Revista Letras e Artes. Nº14. ALANB
- Uma Visão Poética. In Saudações Acadêmicas. Academia Recifense de Letras. Recife
- Acerca de exclusão e negritude. In Revista Arrecifes. Nº 11. Conselho Municipal de Política Cultural. Recife
- Pleonasmo e Literatura. In Revista Letras e Artes. ALANE. Recife

## Livros publicados
- De Mersault a Meursault. Ensaio. Recife. Editora Universitária. Série Literatura. 1994.[6]
- Amar é menos do que ter amado. Rio de Janeiro. Caliban. 1999.
- Falando de Poesia. Publicação do 8º Concurso de Poesia da Biblioteca de Afogados. Sec. de Cultura do Recife. Recife. 2005.
- Estro Olindense. Instituto Histórico de Olinda. Olinda. 2006.
- Quase textos. Olinda: Nova Presença, 2022 - ISBN 978-85-8469-313-9
- Albert Camus: Humanismo e política. Olinda: Nova Presença, 2022 - ISBN 978-85-8469-324-5

## Trabalhos em coletâneas
- Proteja-me. Recife. Contistas do 3º Milênio. Ed. Micro
- A Fuga. Recife. Antologia do Conto Nordestino Ano 2000. Org. Benito Araújo